# Flaga Wybrzeża Kości Słoniowej
Flaga Wybrzeża Kości Słoniowej – flaga używana przez Wybrzeże Kości Słoniowej przyjęta 3 grudnia 1959 roku.

## Historia
Projekt nowej flagi złożył w Zgromadzeniu Konstytucyjnym Germain Coffi Gadeau, który zaproponował kolory pomarańczowo- biało-zielony. Propozycję zastąpienia koloru pomarańczowego czerwonym, jako symbolu przelewu krwi w obronie Republiki zgłosił Augustin Loubao. 
Gdy 7 sierpnia 1960 roku Félix Houphouët-Boigny ogłosił niepodległość Wybrzeża Kości Słoniowej, a Gaston Ouasséna Koné opuścił flagę francuską i podniósł nową flagę Wybrzeża Kości Słoniowej.
Zgodnie z artykułem 29 Konstytucji z 23 lipca 2000 flaga jako godło państwowe ma być  "trójkolorowa pomarańczowa, biała, zielona flaga, w pionowe paski i o równych wymiarach".

## Znaczenie kolorów
Znaczenie kolorów wyjaśnił  sprawozdawca Komisji Mamadou Coulibaly: „Pomarańczowy pasek jest znakiem narodowego rozkwitu, a także przypomina północną sawannę. Biały pasek symbolizuje pokój i czystość oraz jedność serc i woli co pozwoli nam osiągnąć sukces. Zielony pasek wyraża naszą nadzieję na przyszłość i przypomina las pierwotny Wybrzeża Kości Słoniowej, który jest pierwszym źródłem dobrobytu narodowego”.

## Zastosowanie
Flaga narodowa powinna być umieszczona na wszystkich oficjalnych budynkach, na dziedzińcach  szkół, szkół wyższych i uniwersytetów, koszar, instytucji wojskowych i paramilitarnych, na biurkach pracowników państwowych oraz w prawym rogu pojazdów używanych przez Prezydenta republiki lub jego przedstawicieli.